# Odprto prvenstvo Avstralije 1974
Odprto prvenstvo Avstralije 1974 je teniški turnir, ki je potekal med 26. decembrom 1973 in 1. januarjem 1974 v Melbournu.

## Moški posamično
Jimmy Connors :  Phil Dent, 7–6, 6–4, 4–6, 6–3

## Ženske posamično
Evonne Goolagong Cawley :  Chris Evert, 7–6, 4–6, 6–0

## Moške dvojice
Ross Case /  Geoff Masters :  Syd Ball /  Bob Giltinan, 3–6, 7–6, 6–2

## Ženske dvojice
Evonne Goolagong Cawley /  Peggy Michel :  Kerry Harris /  Kerry Melville Reid, 7–5, 6–3